# 黒潮盃
黒潮盃（くろしおはい）は、特別区競馬組合が大井競馬場で施行する地方競馬の重賞競走（平地競走）である。格付けはSIII。正式名称は「日刊スポーツ賞 黒潮盃」。

## 概要
1967年に南関東公営競馬のサラブレッド系旧4歳馬（馬齢は当時の旧表記）による競走として創設。正式名称は「日刊スポーツ賞 黒潮盃」日刊スポーツ新聞社が優勝杯を提供している。長らく南関東三冠競走の前哨戦として位置付けられていたが、1999年から夏季開催に移動。2003年は東日本地区交流、2004年から地方競馬全国交流競走となっており、2010年までは中央競馬を含まない地方全国競走としては最高額賞金（1着賞金1800万円）の競走のひとつであった（2010年から東京2歳優駿牝馬が、2011年からロジータ記念が全国交流競走になり、両競走とも1着賞金が2000万円、かつ2011年から黒潮盃は1着1800万円と減額されたため「全国交流競走の最高額賞金競走」ではなくなっている）。
格付けはSII。2007年までは優勝馬にダービーグランプリへの優先出走権が与えられており、ダービーグランプリが再開された2010年からは、ダービーグランプリの全国指定競走に指定され、1着馬にダービーグランプリへの優先出走権が与えられるようになっている。また、過去には上位3着までに戸塚記念への優先出走権が与えられていた。
2017年から2023年まで行われた「3歳秋のチャンピオンシップ」シリーズにおいて、本競走はカテゴリーAに指定されており、本競走とダービーグランプリの双方に優勝した馬の馬主にはボーナス賞金が贈られることとなっていた。
2024年からは全日本的なダート競走の体系整備に伴い、この年から秋季に移設される「ジャパンダートクラシック」のトライアル競走となり、1･2着馬にジャパンダートクラシックへの優先出走権が付与されるようになっている。なお、格付けはSIIIへ格下げとなる。

### 条件・賞金（2025年）
出走資格
サラブレッド系3歳。地方全国交流。また、選定後所属場を変更した他地区所属馬は出走不可。
負担重量
別定。56kg、牝馬54kg（南半球産2kg減）を基本に、本年8月8日までのダートグレード競走、JRA重賞競走、南関東SI競走優勝馬は3kg、南関東SII競走及びSIII競走優勝馬は2kg、これら以外の重賞競走優勝馬は1kgの負担増となる（但し、2歳時の成績は対象外）。
賞金額
1着1,700万円、2着595万円、3着340万円、4着170万円、5着85万円、着外手当20万円。
副賞
特別区競馬組合管理者賞、東京都馬主会理事長賞
優先出走権付与
2着以上の馬にジャパンダートクラシックの優先出走権が付与される。

## 歴代優勝馬
| 回数   | 施行日        | 優勝馬             | 性齢 | 所属   | タイム   | 優勝騎手   | 管理調教師 | 馬主                 |
| ------ | ------------- | ------------------ | ---- | ------ | -------- | ---------- | ---------- | -------------------- |
| 第1回  | 1967年4月16日 | ヒカルタカイ       | 牡4  | 大井   | 1分55秒0 | 竹山隆     | 鏑木文一郎 | 高井正子             |
| 第2回  | 1968年4月14日 | キングライン       | 牡4  | 船橋   | 1分55秒5 | 宮下紀英   | 高松弘之   | 安西栄               |
| 第3回  | 1969年4月8日  | アポスピード       | 牡4  | 大井   | 1分53秒0 | 長谷川茂   | 阪本正太郎 | 佐藤清之助           |
| 第4回  | 1970年4月17日 | カヤヌマタイム     | 牡4  | 大井   | 1分55秒9 | 岡部正道   | 寺田時次郎 | 萱沼清治             |
| 第5回  | 1971年4月9日  | フジプリンス       | 牡4  | 船橋   | 1分55秒2 | 溝辺正     | 出川己代造 | 出川日出             |
| 第6回  | 1972年4月3日  | クラフトケルン     | 牡4  | 大井   | 1分53秒7 | 高橋三郎   | 遠間波満行 | 八山茂治             |
| 第7回  | 1973年4月16日 | ゴールドイーグル   | 牡4  | 大井   | 1分53秒7 | 福永二三雄 | 竹山隆     | 北川良輔             |
| 第8回  | 1974年4月15日 | スピードパーシア   | 牡4  | 船橋   | 1分54秒2 | 内野健二   | 及川六郎   | 佐藤興業（株）       |
| 第9回  | 1975年4月11日 | シタヤロープ       | 牡4  | 船橋   | 1分54秒4 | 佐々木竹見 | 江口勇     | 高氏茂二             |
| 第10回 | 1976年4月5日  | ロツキライン       | 牡4  | 船橋   | 1分52秒5 | 角田次男   | 熊坂明     | 安西競走馬（有）     |
| 第11回 | 1977年4月5日  | トドロキヒリユウ   | 牡4  | 大井   | 1分53秒0 | 岡部盛雄   | 岡部猛     | 町田圭二             |
| 第12回 | 1978年4月10日 | タイガームサシ     | 牡4  | 大井   | 1分53秒0 | 佐々木忠昭 | 菊池千秋   | 石川虎雄             |
| 第13回 | 1979年4月5日  | カツアール         | 牡4  | 大井   | 1分53秒0 | 松本勉     | 秋谷元次   | 栗林英雄             |
| 第14回 | 1980年4月11日 | タガワテツオー     | 牡4  | 大井   | 1分55秒2 | 高橋三郎   | 大塚三郎   | 田川金作             |
| 第15回 | 1981年4月10日 | スピードジヨギング | 牡4  | 大井   | 1分55秒1 | 山口勲     | 阪本昭徳   | 佐藤興業（株）       |
| 第16回 | 1982年4月16日 | ホスピタリテイ     | 牡4  | 大井   | 1分52秒5 | 西川栄二   | 朝倉文四郎 | 渡辺泰子             |
| 第17回 | 1983年4月14日 | アキノオー         | 牡4  | 大井   | 1分54秒6 | 宮浦正行   | 荒山徳一   | 鑓水秋則             |
| 第18回 | 1984年4月10日 | ステートジヤガー   | 牡4  | 大井   | 1分54秒8 | 山口勲     | 岡部猛     | 安西茂人             |
| 第19回 | 1985年4月17日 | マルゼンアデイアル | 牡4  | 大井   | 1分54秒0 | 的場文男   | 岡部猛     | 早坂太吉             |
| 第20回 | 1986年4月10日 | シナノジヨージ     | 牡4  | 大井   | 1分54秒5 | 的場文男   | 松浦備     | 品田良實             |
| 第21回 | 1987年4月9日  | チヤンピオンスター | 牡4  | 大井   | 1分58秒3 | 早田秀治   | 秋谷元次   | 坪野谷純子           |
| 第22回 | 1988年4月14日 | リュウコウキング   | 牡4  | 船橋   | 1分57秒4 | 佐藤隆     | 森誉       | 池田徳七             |
| 第23回 | 1989年4月11日 | トウケイグランデイ | 牡4  | 大井   | 1分57秒1 | 本間茂     | 三坂博     | 高橋文男             |
| 第24回 | 1990年4月12日 | アウトランセイコー | 牡4  | 浦和   | 1分56秒7 | 高橋三郎   | 広瀬龍夫   | 山口克己             |
| 第25回 | 1991年4月4日  | カールホワイト     | 牝4  | 大井   | 1分54秒8 | 高橋三郎   | 秋谷元次   | （有）兼正商事       |
| 第26回 | 1992年4月16日 | カシワズプリンセス | 牝4  | 川崎   | 1分54秒1 | 高橋三郎   | 高橋正豪   | 柏木善治郎           |
| 第27回 | 1993年4月8日  | ブルーファミリー   | 牡4  | 大井   | 1分54秒4 | 的場文男   | 栗田繁     | 河本正男             |
| 第28回 | 1994年4月13日 | スペクタクル       | 牡4  | 船橋   | 1分54秒9 | 張田京     | 濱月睦生   | 北條傳三             |
| 第29回 | 1995年4月12日 | ジョージタイセイ   | 牡4  | 大井   | 1分53秒7 | 藤村和生   | 武森辰己   | 齋藤哲重             |
| 第30回 | 1996年4月9日  | ナイキジャガー     | 牡4  | 大井   | 1分47秒9 | 的場文男   | 長沼正義   | 小野誠治             |
| 第31回 | 1997年4月7日  | キャニオンロマン   | 牡4  | 大井   | 1分46秒5 | 吉井竜一   | 飯野貞次   | 谷川弘一郎           |
| 第32回 | 1998年4月15日 | エスケイタイガー   | 牡4  | 船橋   | 1分47秒1 | 佐藤祐樹   | 波多野高次 | 伊藤輔則             |
| 第33回 | 1999年8月15日 | エビスジャパン     | 牡4  | 大井   | 1分47秒8 | 早田秀治   | 栗田泰昌   | 森杉茂               |
| 第34回 | 2000年8月17日 | タカラファイヤ     | 牡4  | 大井   | 1分46秒4 | 的場文男   | 蛯名末五郎 | 村山義男             |
| 第35回 | 2001年8月9日  | アブクマドリーム   | 牡3  | 船橋   | 1分47秒0 | 石崎隆之   | 出川克己   | 太田克弘             |
| 第36回 | 2002年8月7日  | ノムラリューオー   | 牡3  | 船橋   | 1分47秒3 | 石崎隆之   | 川勝歩     | 野村昭夫             |
| 第37回 | 2003年8月14日 | ジョイフルハヤテ   | 牡3  | 大井   | 1分53秒2 | 納谷和玖   | 高橋三郎   | 慶野靖夫             |
| 第38回 | 2004年8月4日  | キョウエイプライド | 牡3  | 大井   | 1分53秒3 | 的場文男   | 阪本一栄   | 田中晴夫             |
| 第39回 | 2005年8月16日 | ボンネビルレコード | 牡3  | 大井   | 1分52秒7 | 的場文男   | 庄子連兵   | 塩田清               |
| 第40回 | 2006年8月16日 | アスターバジル     | 牡3  | 川崎   | 1分54秒9 | 今野忠成   | 池田孝     | 後藤繁樹             |
| 第41回 | 2007年8月15日 | マルヨフェニックス | 牡3  | 笠松   | 1分53秒0 | 尾島徹     | 柴田高志   | 野村春行             |
| 第42回 | 2008年8月13日 | ギャンブルオンミー | 牡3  | 船橋   | 1分53秒4 | 戸崎圭太   | 佐藤賢二   | 豊島純               |
| 第43回 | 2009年8月12日 | ツクシヒメ         | 牝3  | 船橋   | 1分53秒9 | 山田信大   | 山浦武     | 沖田方子             |
| 第44回 | 2010年8月17日 | ツルオカオウジ     | 牡3  | 大井   | 1分52秒7 | 町田直希   | 久保與造   | （有）鶴岡鉄工所     |
| 第45回 | 2011年8月16日 | オオエライジン     | 牡3  | 兵庫   | 1分51秒9 | 木村健     | 橋本忠男   | 川根幸晴             |
| 第46回 | 2012年8月15日 | アスカリーブル     | 牝3  | 船橋   | 1分54秒8 | 今野忠成   | 川島正行   | 坂本敏浩             |
| 第47回 | 2013年8月14日 | トラバージョ       | 牡3  | 船橋   | 1分54秒5 | 石崎駿     | 佐藤賢二   | （有）エッジ         |
| 第48回 | 2014年8月13日 | スマイルピース     | 牡3  | 大井   | 1分53秒8 | 楢崎功祐   | 佐野謙二   | 和田博美             |
| 第49回 | 2015年8月12日 | ブラックレッグ     | 牡3  | 大井   | 1分54秒0 | 矢野貴之   | 的場直之   | 平本敏夫             |
| 第50回 | 2016年8月17日 | ミスミランダー     | 牝3  | 船橋   | 1分55秒0 | 森泰斗     | 佐藤賢二   | （有）新生ファーム   |
| 第51回 | 2017年8月11日 | ブラウンレガート   | 牡3  | 大井   | 1分54秒8 | 的場文男   | 阪本一栄   | 小島學               |
| 第52回 | 2018年8月15日 | クロスケ           | 牡3  | 大井   | 1分54秒4 | 笹川翼     | 柏木一夫   | 助川啓一             |
| 第53回 | 2019年8月14日 | リンノレジェンド   | 牡3  | 北海道 | 1分54秒1 | 岡部誠     | 林和弘     | 林正夫               |
| 第54回 | 2020年8月19日 | インペリシャブル   | 牡3  | 川崎   | 1分52秒8 | 山崎誠士   | 高月賢一   | （株）レッドマジック |
| 第55回 | 2021年8月18日 | ジョエル           | 牡3  | 船橋   | 1分52秒9 | 張田昂     | 張田京     | 島川隆哉             |
| 第56回 | 2022年8月17日 | エスポワールガイ   | 牡3  | 大井   | 1分53秒5 | 森泰斗     | 市村誠     | 菊地博               |
| 第57回 | 2023年8月16日 | ヒーローコール     | 牡3  | 浦和   | 1分52秒1 | 森泰斗     | 小久保智   | 山口裕介             |
| 第58回 | 2024年8月14日 | ダテノショウグン   | 牡3  | 大井   | 1分54秒9 | 御神本訓史 | 森下淳平   | 鈴木雅俊             |
| 第59回 | 2025年8月13日 | マウンテンローレル | 牡3  | 大井   | 1分53秒1 | 笹川翼     | 福田真広   | 犬塚悠治郎           |

出典：南関東4競馬場公式「黒潮盃競走優勝馬」https://www.nankankeiba.com/win_uma/18.do
- 格付け：第30回-第40回 南関東G2、第41回- 南関東SII
- 距離：第1回～第29回 ダート1800m、第30回-第35回 ダート1700m、第36回 ダート1690m、第37回 ダート1790m、第38回- ダート1800m
- 出走条件：第1回-第36回 サラブレッド系3歳馬・南関東公営競馬所属、第37回 東日本、第38回- 地方競馬全国[2]
- 2000年以前の優勝馬の馬齢は旧表記を用いる。

## 他地区所属馬の成績
| 開催回次         | 馬名               | 所属   | 着順 | 備考                                    |
| ---------------- | ------------------ | ------ | ---- | --------------------------------------- |
| 第37回（2003年） | エイセンスター     | 高崎   | 8着  |                                         |
| 第37回（2003年） | クリミナルゼット   | 宇都宮 | 13着 |                                         |
| 第38回（2004年） | フジエスミリオーネ | 宇都宮 | 7着  | 北関東三冠馬                            |
| 第39回（2005年） | フジノウェーブ     | 笠松   | 6着  | 後にJBCスプリント制覇                   |
| 第39回（2005年） | オーナーズチェス   | 笠松   | 8着  |                                         |
| 第39回（2005年） | オグリガード       | 笠松   | 15着 |                                         |
| 第40回（2006年） | オグリホット       | 笠松   | 11着 |                                         |
| 第40回（2006年） | ウインドファンタジ | 園田   | 13着 |                                         |
| 第41回（2007年） | マルヨフェニックス | 笠松   | 1着  | 東海ダービー優勝、後に帝王賞4着         |
| 第41回（2007年） | トミノダンディ     | 笠松   | 5着  |                                         |
| 第41回（2007年） | ニシキコンコルド   | 名古屋 | 15着 |                                         |
| 第42回（2008年） | ノゾミカイザー     | 名古屋 | 5着  | 東海ダービー2着                         |
| 第42回（2008年） | バンバンバンク     | 園田   | 6着  | 兵庫ダービー優勝                        |
| 第42回（2008年） | スズランコマンダー | 笠松   | 8着  |                                         |
| 第42回（2008年） | タケショウクイーン | 高知   | 11着 | 高知二冠馬                              |
| 第42回（2008年） | ラプレ             | 北海道 | 14着 |                                         |
| 第43回（2009年） | カラテチョップ     | 西脇   | 3着  | 兵庫二冠馬                              |
| 第43回（2009年） | トウホクビジン     | 笠松   | 10着 | 後に重賞最多出走記録を樹立              |
| 第43回（2009年） | パラダイスデイ     | 名古屋 | 12着 |                                         |
| 第43回（2009年） | タキノサクラ       | 笠松   | 14着 |                                         |
| 第44回（2010年） | ロックハンドスター | 水沢   | 5着  | 岩手三冠馬                              |
| 第44回（2010年） | リワードシャンヴル | 高知   | 12着 |                                         |
| 第44回（2010年） | マルヨチャイナ     | 笠松   | 14着 |                                         |
| 第44回（2010年） | シャムシール       | 西脇   | 15着 |                                         |
| 第45回（2011年） | オオエライジン     | 園田   | 1着  | 兵庫ダービー優勝                        |
| 第45回（2011年） | ピエールタイガー   | 北海道 | 7着  | 北海優駿優勝                            |
| 第45回（2011年） | ベストマイヒーロー | 水沢   | 9着  | 岩手ダービー優勝                        |
| 第45回（2011年） | ミサキティンバー   | 名古屋 | 10着 | 東海ダービー2着                         |
| 第45回（2011年） | オーナーシップ     | 笠松   | 13着 |                                         |
| 第46回（2012年） | エスワンプリンス   | 佐賀   | 3着  | 佐賀三冠馬                              |
| 第46回（2012年） | トーセンオウジ     | 笠松   | 12着 |                                         |
| 第47回（2013年） | エーシンクリアー   | 園田   | 8着  |                                         |
| 第47回（2013年） | アラマサシャープ   | 高知   | 12着 | 高知優駿優勝                            |
| 第47回（2013年） | エイシンルンディー | 笠松   | 除外 |                                         |
| 第48回（2014年） | マレオ             | 笠松   | 5着  |                                         |
| 第48回（2014年） | トーコーガイア     | 園田   | 9着  | 兵庫ダービー優勝                        |
| 第48回（2014年） | オールラウンド     | 高知   | 14着 | 九州ダービー栄城賞優勝                  |
| 第48回（2014年） | クロスオーバー     | 高知   | 15着 |                                         |
| 第49回（2015年） | バズーカ           | 園田   | 7着  | 東海ダービー優勝                        |
| 第49回（2015年） | オトコノヒマツリ   | 高知   | 12着 | 高知優駿優勝                            |
| 第49回（2015年） | ナニスンネン       | 園田   | 15着 | 兵庫ダービー3着                         |
| 第50回（2016年） | カツゲキキトキト   | 名古屋 | 2着  | 東海二冠馬                              |
| 第50回（2016年） | ジャストフォファン | 北海道 | 4着  | 北海優駿3着                             |
| 第50回（2016年） | スティールキング   | 北海道 | 5着  | 道営二冠馬                              |
| 第50回（2016年） | ノブタイザン       | 園田   | 11着 | 兵庫ダービー優勝                        |
| 第50回（2016年） | キタノアドラーブル | 笠松   | 16着 | 東海ダービー2着                         |
| 第51回（2017年） | ドリームズライン   | 名古屋 | 7着  | 東海三冠馬                              |
| 第52回（2018年） | ベルセルク         | 佐賀   | 7着  | 九州ダービー3着                         |
| 第52回（2018年） | ビップレイジング   | 笠松   | 10着 | 東海ダービー優勝                        |
| 第52回（2018年） | マッドドッグ       | 北海道 | 12着 |                                         |
| 第53回（2019年） | リンノレジェンド   | 北海道 | 1着  | 北海優駿2着、後にダービーグランプリ制覇 |
| 第54回（2020年） | コパノリッチマン   | 北海道 | 2着  |                                         |
| 第54回（2020年） | アベニンドリーム   | 北海道 | 13着 |                                         |
| 第54回（2020年） | エアーポケット     | 佐賀   | 14着 |                                         |
| 第55回（2021年） | スマイルサルファー | 西脇   | 6着  | 兵庫ダービー優勝                        |
| 第55回（2021年） | グランフォロミー   | 盛岡   | 15着 | 東北優駿2着                             |
| 第56回（2022年） | ローグネイション   | 園田   | 10着 |                                         |
| 第57回（2023年） | ショウガタップリ   | 金沢   | 6着  |                                         |
| 第59回（2025年） | ヤマノアシオト     | 高知   | 7着  |                                         |